# ITGB3BP
La proteína centromérica R (ITGB3BP) es una proteína que es codificada, en humanos, por el gen itgb3BP.

## Interacciones
La proteína centromérica R ha demostrado ser capaz de interaccionar con:
- Receptor X retinoide gamma[4]
- Ciclina A2[5]
- NFKB1[6]
- Receptor X retinoide alfa[2]
- Receptor de hormona tiroidea alfa[4][2]
- CD61[7][1]